# 松縄正
松縄 正（まつなわ ただし、1961年〈昭和36年〉4月29日 - ）は、日本の実業家。独立行政法人福祉医療機構理事長。ニッセイ・リース株式会社取締役執行役員などを務めた。

## 来歴
1984年（昭和59年）3月、慶應義塾大学商学部を卒業し、同年4月、日本生命保険相互会社に入社。入社後、金融業務などに従事し
、ニッセイ・リース株式会社経理部長、同社取締役執行役員事務企画部長などを歴任。
2019年（令和元年）10月1日、独立行政法人福祉医療機構（WAM）理事に就任。
2023年（令和5年）4月1日、独立行政法人福祉医療機構（WAM）理事長に就任。2024年（令和6年）7月、WAMがコロナ禍で実施してきた「医療・福祉版ゼロゼロ融資」の返済が、2025年夏ごろから始まる医療・福祉施設が多いことから、理事長として現場の経営状況に寄り添いながら返済に苦慮している法人に対し丁寧な対応をする旨を厚生労働省の有識者会議で言及した。

## 年譜
- 1984年（昭和59年）
  - 3月 - 慶應義塾大学商学部を卒業[1]
  - 4月 - 日本生命保険相互会社に入社[1]
- 2007年（平成19年）4月 - ニッセイ同和損害保険株式会社損害サービス部担当部長[1]
- 2010年（平成22年）
  - 6月 - ニッセイ同和損害保険株式会社統合リスク管理部長[1]
  - 10月 - あいおいニッセイ同和損害保険株式会社業務監査部長[1]
- 2011年（平成23年）4月 - あいおいニッセイ同和損害保険株式会社業務品質向上推進部担当部長[1]
- 2013年（平成25年）3月 - 日本生命保険相互会社情報資産管理室室長[1]
- 2015年（平成27年）4月 - ニッセイ・リース株式会社経理部長[1]
- 2016年（平成28年）6月 - ニッセイ・リース株式会社取締役経理部長[1]
- 2017年（平成29年）4月 - ニッセイ・リース株式会社取締役執行役員事務企画部長[1]
- 2018年（平成30年）4月 - ニッセイ・リース株式会社取締役執行役員[1]
- 2019年（令和元年）10月 - 独立行政法人福祉医療機構理事[1][3]
- 2023年（令和5年）4月 - 独立行政法人福祉医療機構理事長[1][4]